# Polymita picta
Polymita picta, även känd som kubansk orientträdsnäcka, är en art av en stor luftandande landsnäcka i släktet Polymita och är endemisk för östra Kuba.
Polymita picta-snäckor kan bli cirka 20 mm långa, de är glänsande och mycket färgglada. De uppvisar ofta en ljusgul färg med en eller flera ränder, men arten är välkänd för sin polymorfa skalfärg, som finns i många färgvarianter. 
Dessa snäckor är eftertraktade av tjuvjägare och används för att tillverka smycken och prydnadssaker. 
Som ett resultat är arten i fara för utrotning. 
Den har varit en skyddad art sedan 1943 enligt kubansk lag, som förbjuder export förutom av vetenskapliga skäl, och på senare år har det gjorts ansträngningar för att skydda lokala populationer från utrotning. 